# 티미 트럼펫
티미 트럼펫(Timmy Trumpet, 1982년 6월 9일 ~ )은 오스트레일리아 시드니 출신의 음악가, DJ, 작곡가, 음반 프로듀서이다.

## 디스코그래피
- Mad World (2020)